# Diofisismo
Il diofisismo (dal greco δύο [dyo], "due" e φύσις [physis], "natura") è la dottrina che sostiene la coesistenza in Gesù Cristo delle due nature (o essenze, l'umana e la divina), in base a quanto deciso nel 451 al IV Concilio ecumenico di Calcedonia. Tuttavia, il simbolo ICHTHYS (acronimo di "Gesù Cristo figlio di Dio Salvatore"), che era dipinto nelle catacombe fin dalle prime persecuzioni dei cristiani, attesta che la fede nella duplice natura di Cristo era presente fin dal I secolo. 
Nella formula del Concilio di Calcedonia si afferma che Gesù Cristo è «vero Dio e vero uomo», con anima razionale e corpo; le due nature non sono né separate tra di loro (contro Nestorio) né mescolate (contro i monofisiti), ma realmente distinte e unite tra di loro nell'unica persona dell'unigenito Figlio di Dio Padre e Logos.

## Descrizione
La distinzione delle due nature nell'unica persona di Cristo è una distinzione reale e non solo logico-mentale: ogni natura possiede le sue proprietà e, per la communicatio idiomatum, le proprietà della natura divina si possono attribuire a quella umana e viceversa. 
Secondo la dottrina diofisita, l'umano e il divino sono uniti senza separazione o confusione, con armonia e assenza di contraddittorietà nell'unicità della Persona (o ipostasi) del Figlio. Sant'Atanasio di Alessandria, Dottore della Chiesa, affermava al riguardo che Gesù Cristo è vero Dio e vero Uomo. In termini equivalenti, il simbolo atanasiano afferma che Gesù Cristo è «perfetto Dio e perfetto uomo» (perfectus Deus et perfectus homo) per indicare che Egli possiede la perfezione, vale a dire la pienezza e il massimo grado sia della natura umana che di quella divina. Cristo è perfetto Dio da sempre e per sempre, da quando fu generato da Dio Padre prima di tutti i secoli. Con l'Incarnazione diviene anche perfetto uomo, continuando ad essere perfetto Dio: l'Incarnazione non riduce o sminuisce in alcun modo la perfezione eterna e immutabile della sua natura divina. Cristo, che è generato e non creato prima di tutti i secoli, ha quindi una doppia consustanzialità: consustanzialità divina con Dio Padre e consustanzialità umana con le creature umane. Alle due nature corrisponde una doppia consustanzialità divino-umana. 
Il diofisismo afferma anche che nell'unica Persona di Cristo coesistono due volontà, quella umana e quella divina, realmente distinte e non confuse, così come lo sono le due nature. Le due volontà appartengono rispettivamente alla natura umana e a quella divina. Secondo quanto stabilito dal Concilio di Costantinopoli III nel 681, la volontà umana è subordinata a quella divina. Lo stesso concilio e il Concilio in Laterano del 649, con la condanna del monoenergismo e del monotelismo, stabilirono che nell'unica persona di Cristo esistono anche due energie o modi di operare, oltre a due volontà, corrispondenti alla natura umana e a quella divina.
Questa dottrina, il monofisismo e il miafisismo (concetto cristologico che riconosce l'unità dell'essenza del Dio incarnato) non sono tra loro compatibili, e si escludono l'uno con l'altra.
La definizione del Concilio di Calcedonia divenne la base per la dottrina cristologica della duplice natura di Gesù Cristo, sia umana sia divina, sussistenti dopo l'Incarnazione, ed è a oggi accettata dalla larga maggioranza delle Chiese cristiane: Chiesa ortodossa, Chiesa cattolica, Chiese cattoliche orientali, Chiesa anglicana, il Vetero-cattolicesimo, e diverse altre.

## Dispute dottrinali
Dopo il Concilio di Nicea (culminato con la condanna dell'arianesimo che affermava la sola divinità in Dio Padre, ritenendo il Figlio solo una creatura), il dibattito teologico si spostò dalla disputa trinitaria sulla consustanzialità del Figlio con il Padre, alla disputa cristologica sulla natura di Gesù.
Al Concilio di Efeso nel 431 fu giudicato il nestorianesimo. Questa dottrina, propugnata da Nestorio, un teologo di ambiente siriaco divenuto arcivescovo di Costantinopoli, affermava che nell'unica parsopa (persona) di Cristo sono unite due qnome (essenze individuali): l'uomo Gesù di Nazareth e il Logos divino. Di conseguenza Maria non poteva essere definita Theotókos ("Madre di Dio"); tale definizione doveva essere sostituita con quella di Christotókos, "Madre del Cristo". Questa dottrina venne giudicata anch'essa eretica.
Al Concilio di Calcedonia le due tesi a confronto erano: 
- tesi diofisita: riconosceva la compresenza di due nature, umana e divina, in Cristo (nell'unica sua persona: corpo, anima e spirito);
- tesi monofisita: la natura umana è apparente, la sola natura divina è reale.[11]

Il concilio di Calcedonia condannò come false ed eretiche la tesi monofisita della natura umana apparente e unica natura divina reale nella Persona del Figlio di Dio.